# Andrzej Gryczko
Andrzej Gryczko (12 de junio de 1968) es un deportista polaco que compitió en piragüismo en la modalidad de aguas tranquilas.
Ganó dos medallas de plata en el Campeonato Mundial de Piragüismo entre los años 1990 y 1993, ambas en la prueba de K4 10 000 m.

## Palmarés internacional
| Campeonato Mundial | Campeonato Mundial     | Campeonato Mundial | Campeonato Mundial |
| Año                | Lugar                  | Medalla            | Competición        |
| ------------------ | ---------------------- | ------------------ | ------------------ |
| 1990               | Poznań (Polonia)       | Medalla de plata   | K4 10 000 m        |
| 1993               | Copenhague (Dinamarca) | Medalla de plata   | K4 10 000 m        |